# 南浦街道 (南昌市)
南浦街道是中华人民共和国江西省南昌市西湖区下辖的一个乡镇级行政单位。

## 行政区划
南浦街道下辖以下地区：
二郎庙社区、象山社区、南浦路社区、西书院社区、淘沙塘社区、天灯下社区、蓼洲街社区、濠上街社区、里洲社区、船山社区、进贤仓社区和市中行家委会社区。